# Сельское поселение «Шоноктуйское»
Се́льское поселе́ние «Шоноктуйское» — муниципальное образование в Борзинском районе Забайкальского края Российской Федерации.
Административный центр — село Шоноктуй.

## История
Статус и границы сельского поселения установлены Законом Читинской области от 19 мая 2004 года «Об установлении границ, наименований вновь образованных муниципальных образований и наделении их статусом сельского, городского поселения в Читинской области».

## Население
| 2010 | 2011 | 2012 | 2013 | 2014 | 2015 | 2016 |
| ---- | ---- | ---- | ---- | ---- | ---- | ---- |
| 306  | ↘303 | ↘300 | ↘298 | ↘294 | ↘287 | ↘281 |
| 2017 | 2018 | 2019 | 2020 | 2021 |      |      |
| ↘275 | ↘260 | ↘240 | ↘237 | ↘193 |      |      |

## Состав сельского поселения
| № | Населённый пункт | Тип населённого пункта       | Население |
| - | ---------------- | ---------------------------- | --------- |
| 1 | Шоноктуй         | село, административный центр | ↘193      |